# Tetracamphilius
Tetracamphilius is een geslacht van straalvinnige vissen uit de familie van de kuilwangmeervallen (Amphiliidae).

## Soorten
- Tetracamphilius angustifrons (Boulenger, 1902)
- Tetracamphilius clandestinus Roberts, 2003
- Tetracamphilius notatus (Nichols & Griscom, 1917)
- Tetracamphilius pectinatus Roberts, 2003